# Leutkirch im Allgäu
Leutkirch im Allgäu – miasto w zachodnich Niemczech, we wschodniej części kraju związkowym Badenia-Wirtembergia, w rejencji Tybinga, w regionie Bodensee-Oberschwaben, w powiecie Ravensburg, siedziba wspólnoty administracyjnej Leutkirch im Allgäu.

## Geografia
Miasto leży w pobliżu Jeziora Bodeńskiego (ok. 40 km), w zachodniej części regionu Allgäu, na północnym końcu odnogi alpejskiej Adelegg.
Przez teren miasta przepływa rzeka Eschach. Rzeka wkracza na obszar Leutkirch w miejscowości Schmidsfelden, następnie przepływa przez wschodnie tereny (miejscowości Emerlanden, Winterstetten, Friesenhofen i Urlau) i wkracza do centrum miasta, tam kieruje się z południa na północ, po czym zmienia swój bieg na północny wschód i po pokonaniu miejscowości Mailand łączy się z Wurzacher Ach tworząc Aitrach, która po kilku kilometrach zasila rzeką Iller. Zachodnią część Leutkirch odwadniają dopływy Argen (Untere Argen) uchodzącej do Jeziora Bodeńskiego.
Leutkirch im Allgäu ma 174,95 km² powierzchni (5 miejsce w kraju związkowym) i zamieszkuje je ponad 22 tysiące osób (4 miejsce w powiecie), miasto leży ok. 120 km na południowy zachód od Monachium, 65 km na południe od Ulm i 120 km na północny wschód od Zurychu.

## Podział administracyjny
Obszar miasta składa się z centrum i byłych gmin (Diepoldshofen, Friesenhofen, Gebrazhofen, Herlazhofen, Hofs, Reichenhofen, Winterstetten i Wuchzenhofen) przyłączonych w ramach reformy administracyjnej w latach 70. XX wieku.
Włączone gminy są dzisiaj miejscowościami (dzielnicami) w znaczeniu badeńsko-wirtemberskiego prawa, to znaczy, że uprawnieni do głosowania w wyborach samorządowych wybierają radę miejscowości (dzielnicy) oraz wójta jako przewodniczącego. W każdej miejscowości działa quasi-ratusz dzielnicy, którego kierownikiem jest wójt.
Do wszystkich dzielnic należy również wiele wsi, siedlisk i wólek. Niektóre z nich nazwane są imieniem mieszkańców, którzy zajęli się zabudowaniem terenów, w takich przypadkach wsie te nie mają ustalonych granic.
Wsie w poszczególnych dzielnicach:
- Leutkirch im Allgäu (centrum): Moosmühle, Riedlesmühle, Ziegelstadt, Nibelsiedlung, Siedlung Pfingstweide, Repsweihersiedlung
- Diepoldshofen: Bergkönig, Bodenhaus, Erlenstockhof, Hünlishofen, Oberburkhardshofen, Rast, Riedlings, Rimmeldingen, Staighaus, Stegrot, Übendorf, Unterburkhardshofen, Weißenbauren
- Friesenhofen: Bachschwemme, Badhaus, Bahnhof Friesenhofen, Boschen, Bottentann, Ellmeney, Friesenhofer Sägmühle, Halden, Hitzenlinde, Kaltbronnen, Oberhofen, Rimpach, Rinnebühl, Speckenloch, Unteres Moos, Wald
- Gebrazhofen: Engelboldshofen, Engerazhofen, Enzlesmühle, Feldershof, Fuchsberg, Grimmelshofen, Grünenberg, Hinterberg, Kolbshof, Liezenhofen, Merazhofen, Moosacker, Mühlhof, Nannenbach, Roßwinkel, Sackhof, Sackmühle, Schönenbühl, Spechtshof, Stampfe, Toberazhofen, Uttenhofen, Vogelhof, Weihersmühle, Winterazhofen, Wolferazhofen, Wolferazhofer Bad
- Herlazhofen: Bahnhof Gebrazhofen, Berg, Berger, Bettelhofen, Birnmann, Bufler Burris, Ellerazhofen, Ewigkeit, Gaile, Gerber, Grünenbach, Haselburg, Haslerhöfe, Heggelbach, Hinterberg, Hundhöfe, Kapf, Kauter, Kellers, Krug, Lanzenhofen, Missen, Mühle, Öschhöfe, Schuhmacher, Sonthofen, Spitzenrain, Stemmer, Tautenhofen, Tautenhofer Einöden, Unger, Urlau, Urlau-Oberösch, Urlau-Unterösch, Vesterhof, Viehweide, Weipoldshofen, Welschen, Willerazhofen, Willerazhofer Bad Zollhaus
- Hofs: Alexanderhof, Alpenblick, Ausnang, Bergs, Beyschlechts, Bimmlings, Bremerwies, Brühlhof, Bruggen, Dinghof, Dietmanns, Dietrichshof, Dornhof, Eisbäuerleshof, Ellmeney, Freihalden, Fuchsen, Gallenhöfle, Gegenbauerhof, Grund, Höll, Jockenbauernhof, Klotzbauernhof, Krattenmacherhof, Lochbühl, Martinshof, Muschhof, Quickenhof, Raggen, Reischach, Rotis, St. Leonhard, Sonnenhalde, Tobelhof, Vogelsang, Vorderreischach, Waldhörnle, Waldhof, Wiesental
- Reichenhofen: Auenhofen, Bernhard, Boschen, Brunnentobel, Greishof, Haid, Haider Einöden, Haldenhaus, Herbrazhofen, Hinterberg, Hinterstriemen, Mailand, Rostall, St. Wolfgang, Schloss Zeil, Sebastianssaul, Unterzeil, Vorderberg, Vorderstriemen
- Winterstetten: Emerlanden, Emerlander Mühle, Hinznang, Hitzenlinde, Isgazhofen, Jörger, Öschhof, Schmidsfelden, Unterhitzenlinde, Unterselach, Vogelberg, Weidach
- Wuchzenhofen: Adrazhofen, Allmishofen, Balterazhofen, Bauernhalden, Berghof, Bergschmid, Boschenmühle, Einsiedler, Furt, Geigers, Glockenreute, Grafenbrandhöfe, Grenzhof, Großenbauer, Gschwend, Haldenhof, Hammerschmiede, Hasenberg, Hinterer Spitalhof, Höll, Kesselbrunn, Kiechle, Lauben, Luttolsberg, Metzger, Neumühle, Nibelhöfe, Niederhofen, Nonnenbühl, Ölmühle, Ottmannshofen, Quellenhof, Schachen, Schadenhof, Schorniggelhäuser, Schorniggelhöfe, Spitalriedhöfe, Talhof, Tannhöfe, Vorderer Spitalhof, Waldbauer, Weiherhof, Weißweber, Wielazhofen

### Reformy administracyjne
Do miasta zostały włączone następujące gminy:
- 1 stycznia 1972: Hofs
- 1 czerwca 1972: Diepoldshofen, Friesenhofen, Gebrazhofen, Herlazhofen, Reichenhofen, Winterstetten i Wuchzenhofen.

### Dzielnice
| Dzielnica           | Ludność | Powierzchnia (km²) |
| ------------------- | ------- | ------------------ |
| Leutkirch im Allgäu | 11 507  | 17,44              |
| Diepoldshofen       | 568     | 13,55              |
| Friesenhofen        | 763     | 12,87              |
| Gebrazhofen         | 1 795   | 21,78              |
| Herlazhofen         | 2 510   | 40,27              |
| Hofs                | 903     | 16,02              |
| Reichenhofen        | 1 903   | 19,98              |
| Winterstetten       | 445     | 5,11               |
| Wuchzenhofen        | 1 993   | 27,926             |
| Razem               | 22 387  | 174,95             |

## Demografia
| Rok             | L. mieszkańców |
| --------------- | -------------- |
| 1350            | ~ 1 800        |
| 1500            | ~ 2 000        |
| 1610            | ~ 2 200        |
| 1790            | 1 750          |
| 1823            | 1 879          |
| 1855            | 2 277          |
| 1 grudnia 1871  | 2 819          |
| 1 grudnia 1880  | 2 891          |
| 1 grudnia 1900  | 3 383          |
| 1 grudnia 1910  | 4 010          |
| 16 czerwca 1925 | 4 283          |
| 16 czerwca 1933 | 4 510          |

| Rok              | L. mieszkańców. |
| ---------------- | --------------- |
| 17 maja 1939     | 4 864           |
| 13 września 1950 | 6 079           |
| 6 czerwca 1961   | 7 247           |
| 27 maja 1970     | 9 899           |
| 31 grudnia 1972  | 20 038          |
| 31 grudnia 1975  | 19 974          |
| 31 grudnia 1980  | 19 900          |
| 27 maja 1987     | 20 309          |
| 31 grudnia 1990  | 20 722          |
| 31 grudnia 1995  | 21 585          |
| 31 grudnia 2000  | 22 029          |
| 31 grudnia 2005  | 22 415          |

### Gminy sąsiednie
Leutkirch im Allgäu graniczy łącznie z ośmioma gminami. Na wschodzie są to bawarskie gminy Lautrach, Legau (powiat Unterallgäu) i Altusried (powiat Oberallgäu), na południu już w Badenii-Wirtembergii, w tym samym powiecie Isny im Allgäu i Argenbühl, na zachodzie jest to gmina Kißlegg, a na północy Bad Wurzach i Aichstetten.

## Historia

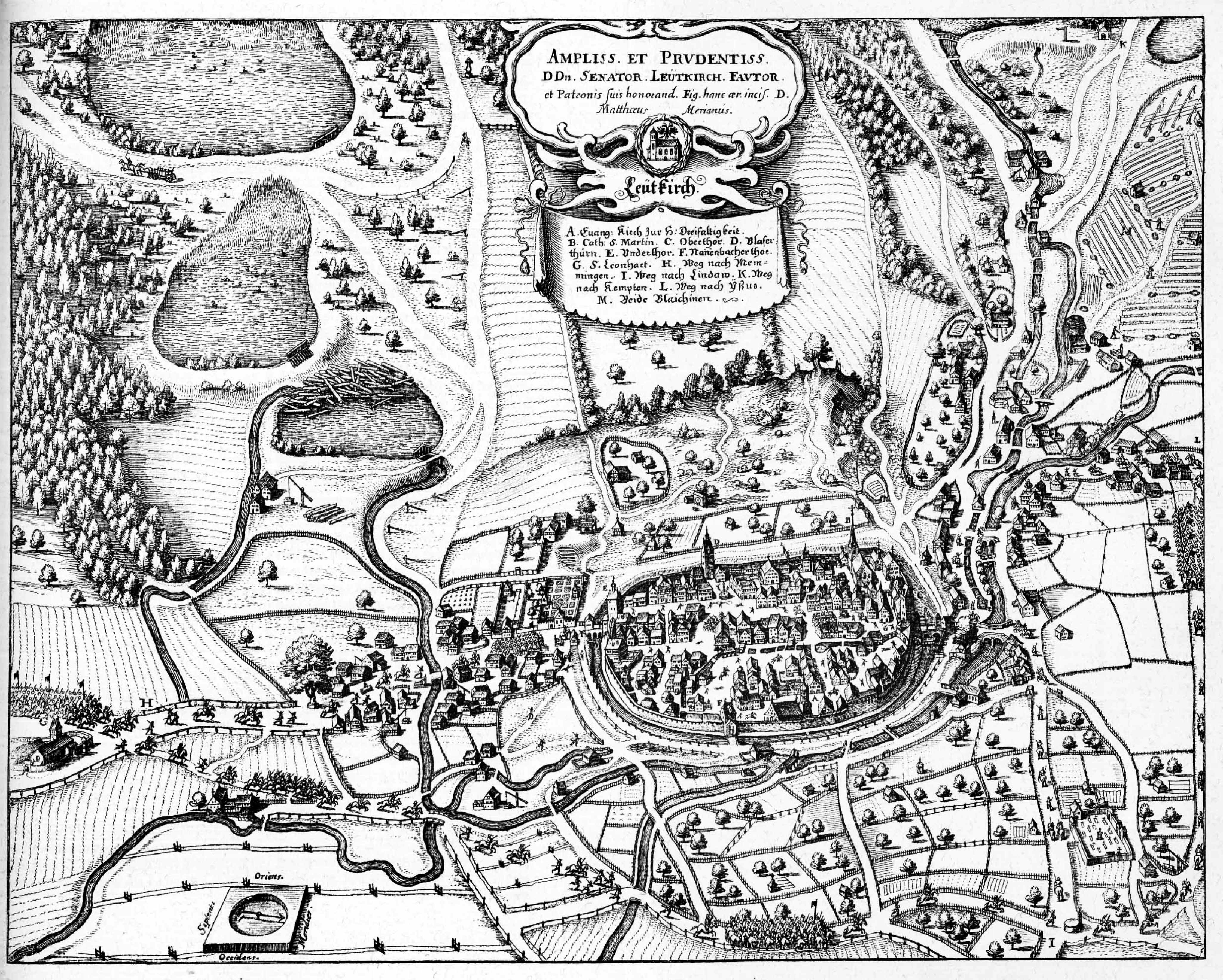
Leutkirch w 1643/1656

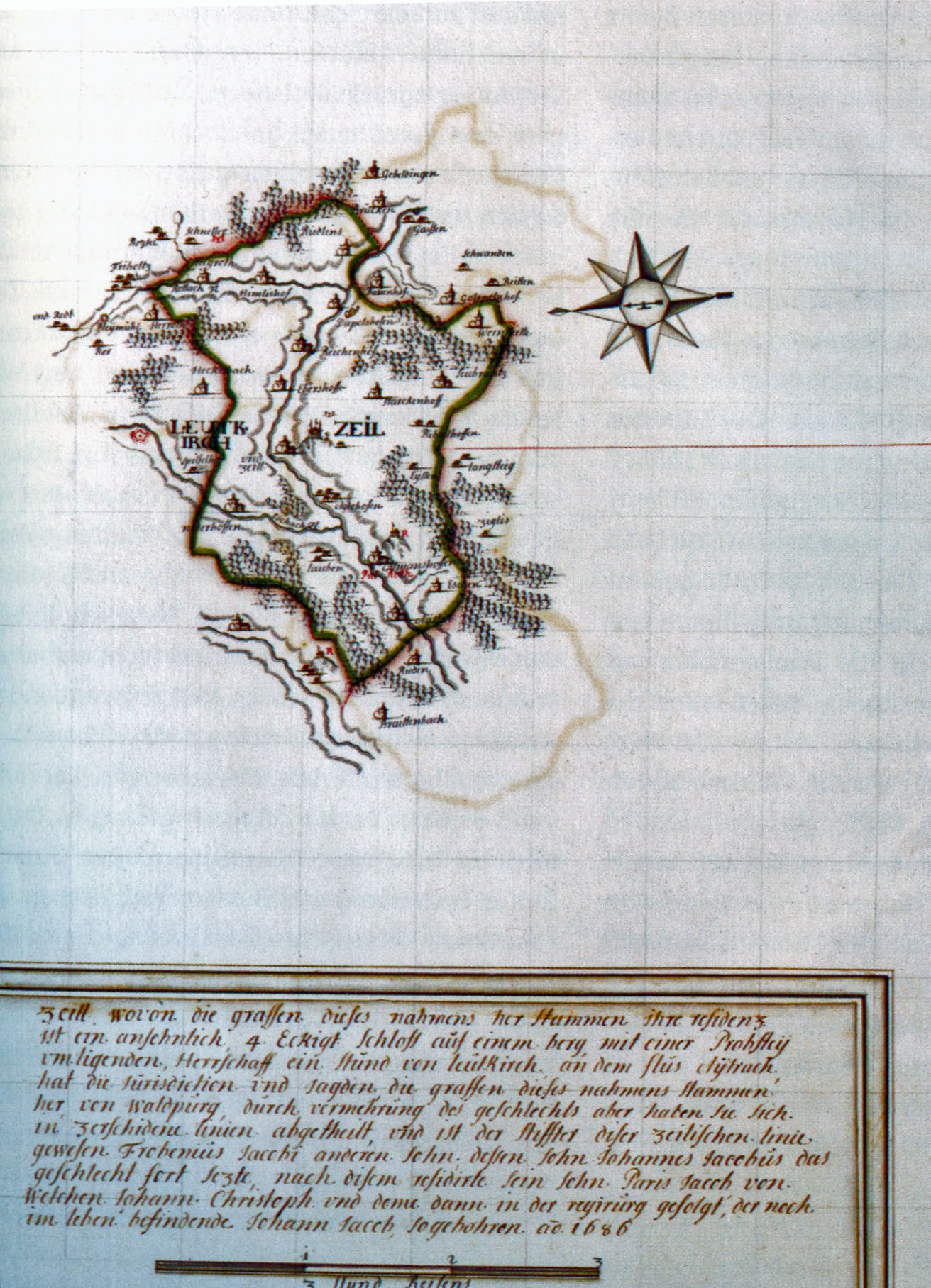
Hrabstwo Zeil w 1725

### Leutkirch im Allgäu
Siedliska pochodzące z czasów prehistorycznych i starożytnych odnajdowane w regionie Allgäu są rzadko, wiele z nich upadło. W Leutkirch odkryto groby z czasów wielkiej wędrówki ludów. Najwidoczniej pozostali na przedpolu Dunaj-Iller-Ren-Limes, terenu należącego do zamku Isny (Alamanowie).
Zaludnienie pagórkowatego terenu Westallgäu w czasach panowania Merowingów jest potwierdzona w niewielkim stopniu, jednak wnioskuje się tak na podstawie źródeł historycznych za które przyjmuje się wczesne wzmianki, formy nazw miejscowości oraz patronów wsi i miejsc kultu. Rzekome pisemne znaleziska alamanowskie z Leutkirch pochodzą z VIII wieku, odnoszą się one do odnalezionych wzmianek o czasach wcześniejszych.
Miasto powstało przez zrośnięcie się dwóch wsi, Ufhofen i Mittelhofen, miejscowości leżały u podnóża kościoła ludowego pw. św. Marcina (Leutekirche). Miasto wzięło nazwę właśnie od tego kościoła, dzisiaj jest on umieszczony w herbie miasta. Pierwsza autentyczna wzmianka o kościele i sądzie Nibelgau pochodzą z dokumentów opactwa St. Gallen i są datowane na 766, było to po wyginięciu grafów Udalriching i Weitern, gdy tereny te przejęły właściciele Bregencji i grafowie Montfort. Tymczasem między Ufhofen i Mittelhofen powstał targ.
W 1293 dla Leutkirch przez Adolfa z Nassau zostały nadane prawa miasta Lindau (Bodensee), w wyniku czego Leutkirch stało się wolnym miastem Rzeszy.
Głównym rzemiosłem rozwiniętym w mieście było tkactwo (produkcja płótna), największy cech liczył do 200 członków, wyroby były przesyłane do Włoch i Hiszpanii. W 1488 Leutkirch zostało członkiem Ligi Szwabskiej i uzyskało miejsce oraz głos w parlamencie i lidze.
W 1546 miasto dołączyło do reformacji.
Wojna trzydziestoletnia była dla miasta bardzo ciężka. Wiele domów zostało zniszczonych, liczba mieszkańców spadła o 184 osoby. Także w czasie po 1648 miasto nie mogło się rozwinąć, cały czas rosło zadłużenie. Mimo złej sytuacji gospodarczej w 1740 wybudowano barokowy ratusz. Sztukaterie, wykonane przez Johannesa Schütza, zaliczane są do głównych zabytków miasta.
Leutkirch poprzez mediatyzację w 1803 stało się częścią Bawarii, następnie w 1810 przeszło do Królestwa Wirtembergii i zostało siedzibą Głównego Urzędu Leutkirch (Oberamt).
XIX wiek był ważny dla rozwoju gospodarki i komunikacji, w 1872 został otwarty odcinek kolejowy Kißlegg–Leutkirch, dwa lata później uruchomiono linię do Isny im Allgäu a w 1889 do Memmingen. W dzielnicy Schmidsfelden rozwinął się przemysł szklarski, jednak przetrwał on do 1900.
Wszystkie główne urzędy (oberamty) zostały zlikwidowane w 1938 i miasto zostało wcielone do powiatu Wangen. W ciągu reform administracyjnych w 1972 połączono sąsiednie gminy w miasto Leutkirch. Przez to liczba mieszkańców miasta przekroczyła 20 000, władze miejskie złożyły wniosek o podniesienie tytułu.
1 stycznia 1973 w ramach powiatowych reform administracyjnych miasto zostało wcielone do dzisiejszego powiatu Ravensburg.
Rząd krajowy Badenii-Wirtembergii pozytywnie rozpatrzył wniosek o nowy tytuł dla miasta, został on nadany z dniem 1 stycznia 1974.
Do 11 czerwca 1974 zmieniono nazwę miasta, odtąd oficjalna nazwa brzmi: Große Kreisstadt Leutkirch im Allgäu.

### Dzielnice
Leutkirch w większości powstało z połączenia gmin (przede wszystkim Tautenhofen, Herlazhofen, Wuchzenhofen i Reichenhofen), gdzie w późnym średniowieczu i we wczesnej erze nowożytnej przeważnie żyli wolni chłopi. Nie podlegali oni żadnemu hrabiemu prócz cesarza. Tak zwana swoboda na wrzosowisku Leutkirch posiadała własne sądownictwo, de facto wsie te przynajmniej w późnym średniowieczu miały specjalny status wsi rzeszy (Reichsdorf). Stan wolnych chłopów wiązał się z konkretną osobą, z biegiem czasu różnorako interpretowano jego dziedziczność, przez co stracił on wyraźnie na znaczeniu. Habsburgowie domagali się od wolnych chłopów, by zamieszkane przez nie wsie były częścią wójtostwa krajowego Szwabia Landvogtei (zarządzanego przez landwójta). Jednak w tych wsiach pozostało kilka przywilejów aż do mediatyzacji Niemiec.
Pierwsza wzmianka o Diepoldshofen pochodzi z 1152. W XIII w. miejscowość była w posiadaniu klasztorów Baindt, Isny i Rot. Do przejścia do Wirtembergii w 1810 okolicznymi ziemiami władało hrabstwo Zeil. Diepoldshofen należało do nadsołectwa Zeil (Oberschultheißerei) w Głównym Uzędzie Leutkirch (Oberamt). W 1820 została utworzono gmina Diepoldshofen, która należała do urzędu Waldburg-Zeil do 1849. Później znów powróciła do Oberamtu Leutkirch, po jego zlikwidowaniu gmina trafiła do powiatu Wangen.
Frieshofen pierwszy raz w dokumentach pojawia się w 1176. W XIV/XV wieku miejscowość była posiadłością klasztoru Kempten. Pod koniec XVIII w. wieś została zniszczona. W latach 1805/1807 powstało wiele nowych osiedli (Bachschwemme, Boschen, Bottentann, Speckenloch i inne), rok później obszar wszedł w skład Królestwa Wirtembergii i utworzono gminę Friesenhofen. Gmina należała najpierw do Głównego Urzędu Wangen (Oberamt), przeszła w 1842 do Głównego Urzędu Leutkirch i po jego zamknięciu trafiła do powiatu Wangen.
W 1249 jako Egebrechtshoven wspomniane zostaje Gebrazhofen, nie jest jednak potwierdzone, czy rzeczywiście chodzi o to miejsce. W 1353 miejscowość nazwano Gebrazhofen. Utworzono tutaj wójtostwo Szwabia (Landvogtei) w Austrii Przedniej. Król Rudolf I Habsburg nabył ten obszar wraz z hrabstwem Zeil i miastem Leutkirch w 1291. W 1415 miejscowość ponownie została włączona do wójtostwa Szwabia, znajdowała się ona w Głównym Urzędzie Altdorf. Od 1802 trwał spór między Bawarią i Austrią o tutejsze ziemie, aż w 1806 trafiły w ręce Bawarczyków. W 1810 Gebrazhofen trafiło do Wirtembergii (Główny Urząd Leutkirch) wraz z obszarem, który został podzielony na sołectwa (Schultheißerei) Gebrazhofen, Herlazhofen, Niederhofen, Tautenhofen i Wuchzenhofen. W 1819 wcielono gminę Tautenhofen do Herlazhofen i Niederhofen po Wuchzenhofen, pozostały jedynie trzy gminy. W 1938 znalazły się one w powiecie Wangen.
Pierwsze wzmianki o Herlazhofen jako Erlandishovin pochodzą z 1246. W XIV wieku miejscowość znalazła się w posiadaniu hrabiów Hohentann, a w wieku XV klasztoru Kempten. Później Herlazhofen należało do urzędu Gebrazhofen w wójtostwie Szwabia. W 1806 miejscowością administrowała Bawaria, a już w 1810 Wirtembergia. Później Heralzhofen stało się oddzielną gminą w Głównym Urzędzie Leutkirch. W 1819 do gminy została włączona inna gmina, Tautenhofen.
Hofs wspominany jest po raz pierwszy w 1359, gdy wieś została sprzedana przez Truchseß Otto von Waldburg do klasztoru Weingarten. Miejscowość należała później do urzędu Ausnang, który był zwierzchnikiem wójtostwa Szwabia. Wraz z Weingarten urząd Ausnang na początku XIX w. kilkakrotnie zmieniał władców, urząd leżał w 1802 w księstwie Oranje-Nassau, w 1804 były to już ziemie austriackie, dwa lata później bawarskie a na koniec, w 1810 wirtemberskie. W 1810 powstała gmina Hofs (Główny Urząd Leutkirch). W 1938 wraz z innymi gminami Hofs znalazło się w powiecie Wangen.
Reichenhofen jako Richehoven pojawia się w 1127. W XIV w. wieś była siedzibą rodziny Trauchberg. Później stała się dobrami klasztorów Isny, Rot i Kempten a ostatecznie Spitala Waldsee. W 1756 połączono miejscowość z nowo powstałymi osiedlami. Władzę nad okolicznymi obszarami dzierżyło hrabstwo Zeil. W 1806 Reichenhofen przeszło do królestwa Wirtembergii (Główny Urząd Leutkirch od 1810), na początku należało do sołectwa Zeil-Zeil, w 1820 gmina była w książęcym urzędzie Waldburg-Zeil i Trauchburgischen Zeil (do 1849). Gmina znalazła się w powiecie Wangen (1938).
Tatenhofen jako Tutenhofen znane jest już od 1094. Miejscowość należała do urzędu Gebrazhofen w wójtoswie Szwabia i w 1810 przeszła do Wirtembergii. Później Tautenhofen stało się samodzielną gminą w Głównym Urzędzie Leutkirch. W 1819 gmina została wcielona do Herlazhofen i po reformie administracyjnej 1938 znalazła się w powiecie Wangen.
Urlau jest najstarszą częścią miasta, pierwsze wzmianki jako Urallon pojawiły się już w 834. Posiadłości miał tutaj klasztor St. Gallen. W XV w. Urlau należało do hrabiów Hohentann i klasztoru Kempten. W pobliskim lecie podczas drugiej wojny światowej wybudowano zakład amunicji.
Pierwsze wzmianki o Winterstetten jako Wintirsteti pochodzą również z 834. W 1806 miejscowość znalazła się w Wirtembergii i w 1820 została sformowana gmina o takiej samej nazwie w Głównym Urzędzie Wangen. Później gmina przeszła do Głównego Urzędu Leutkirch i ponownie w 1938 znalazła się w powiecie Wangen.
Wuchzenhofen, pierwsze wzmianki jako Wuczenhofen pochodzą z 1353. Miejscowość należała do urzędu Gebrazhofen w wójtostwie Szwabia, w 1806 przeszła do Bawarii, a w 1810 do Wirtembergii. W 1811 powstała gmina Wuchzenhofen, która została wcielona do gminy Niederhofen. Stale leżała ona w Główny Urząd Leutkirch, po jego zamknięciu gmina trafiła do powiatu Wangen.

## Religia
Obszar dzisiejszego miasta Leutkirch podlegał biskupstwu Konstancja (archidekanat Tannenfels, dekanat auf der Heide). Kościół i parafia wspominana jest już w 788. W 797 występuje on jako kościół św. Marcina (St. Martin), w 1352 został podarowany przez Karola IV Luksemburskiego dla klasztoru Stams. Następnie poprzez wymianę trafił on do klasztoru Weingarten. Dzisiejszy kościół został wybudowany w latach 1514/1519 w stylu późnogotyckim, wieża posiada romańskie pozostałości. W 1814 wieża kościelna została przykryta dachem hełmowym.
Reformacja wkroczyła do Leutkirch dopiero w 1546 - pięć lat po śmierci pochodzącego z Leutkirch biskupa Wiednia Johanna Fabera, który ostrzegał mieszkańców miasta przed nową wiarą. Ludność przyłączyła się do wyznania augsburskiego i związku szmalkaldzkiego. Następstwem były długoletnie spory z patronatem parafii św. Marcina, klasztorem Weingarten. W 1562 między obiema stronami zostało zawarte pojednanie. Katolicy zatrzymali kościół św. Marcina, protestantom nadano kościół przyszpitalny, sam szpital został założony w 1418. W 1589 mały kościół został rozbudowany i dzisiaj nosi nazwę Kościoła Pamięci (Gedächtniskirche). Liczba katolików została ograniczona po podpisaniu ugody. W latach 1613/1615 został wybudowany ewangelicki kościół parafialny pw. św. Trójcy, był to pierwszy protestancki kościół między Dunajem a Jeziorem Bodeńskim. Dziś świątynia ta jest najważniejszym kościołem ewangelickim w mieście. Architektem był Daniel Schopf, wybudował on kościół w stylu Heinricha Schickhardta. Kościół ewangelicki przebudowano w latach 1857/1860 w stylu neogotyckim, wyposażenie wymieniono w 1972. W 1963 wybudowano dom Markushaus.
W Leutkirch z inicjatywy dziekana Karla Kästle w roku 1958 otworzono seminarium chłopięce. Biskup dr Carl Joseph Leiprecht nadał seminarium patrona - Regina Pacis, królowa pokoju. Dom (seminarium, Bischöfliches Studienheim Regina Pacis) istniał 28 lat, wydał ponad stu uczniów i przez mieszkańców miasta był nazywany Semi. Diecezja rottenbursko-stuttgarcka chciała umożliwić uzdolnionym osobom w Górnej Szwabii w szkole wyższej, spodziewała się również nowego, młodego pokolenia kapłanów.
Oficjalnie seminarium zostało zamknięte w 1984 z powodu wysokich kosztów utrzymania, odbudowane i zmodernizowane zostało otwarte na nowo w 1987 jako Haus Regina Pacis.

### Kościół ewangelicki
Parafia ewangelicka Leutkirch do 1802 pozostawała samodzielna, w 1810 została przyporządkowana diecezji wirtemberskiej i dekanatowi Ravensburg. W parafii działają dzisiaj dwaj pastorowie. Regularne nabożeństwa odbywają się również w Unterzeil, Gebrazhofen i Friesenhofen, organizowane są w kościołach katolickich lub ratuszach dzielnic.

### Kościół katolicki
Parafia katolicka należała do 1802 do diecezji Konstancji. Później gmina kościelna została podporządkowana biskupowi Ellwangen, który w latach 1821/1827 założył nową diecezję Rottenburg (dzisiaj rottenbursko-stuttgarcka).

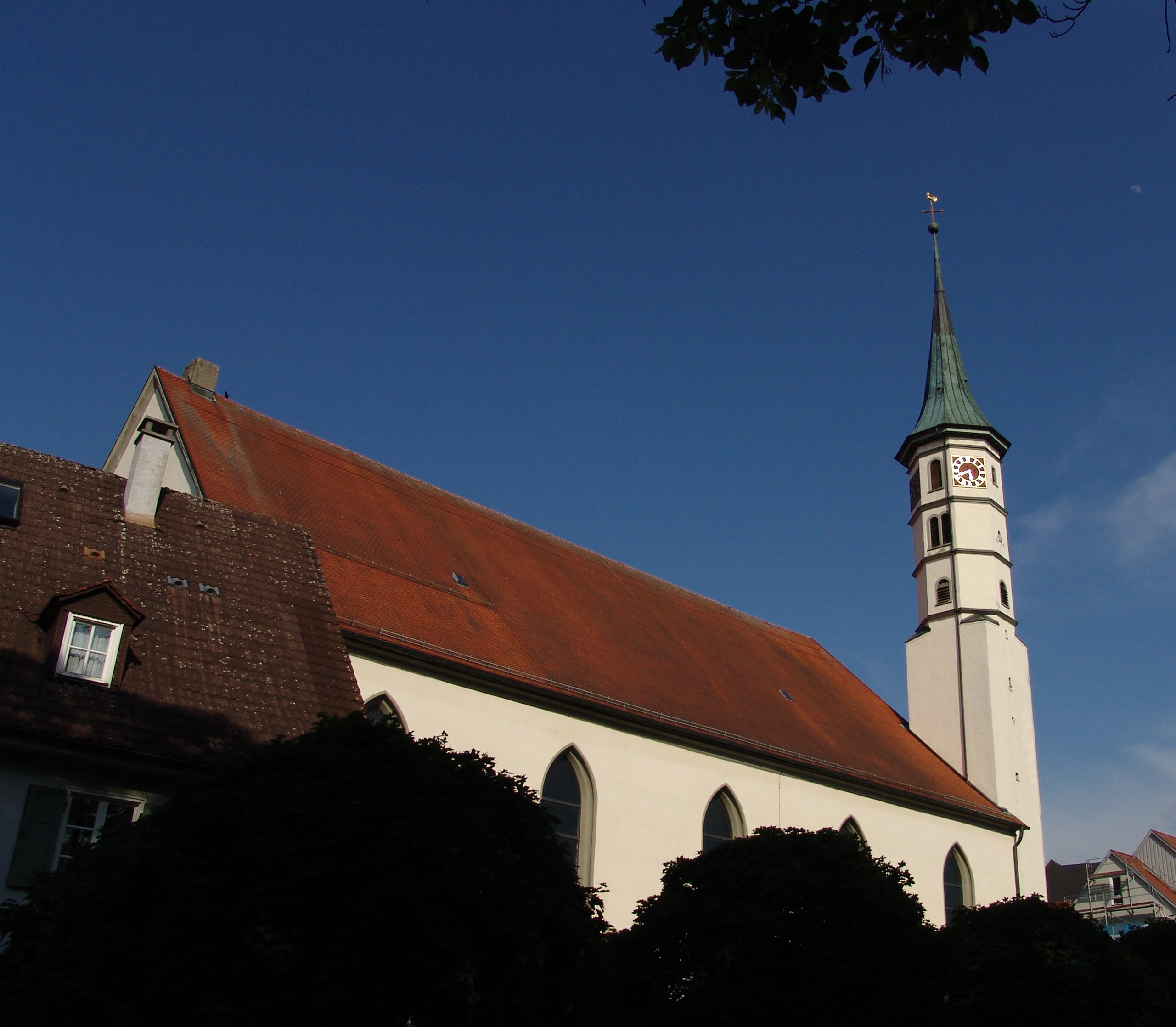
Ewangelicki kościół pw. św. Trójcy (Dreifaltigkeit)

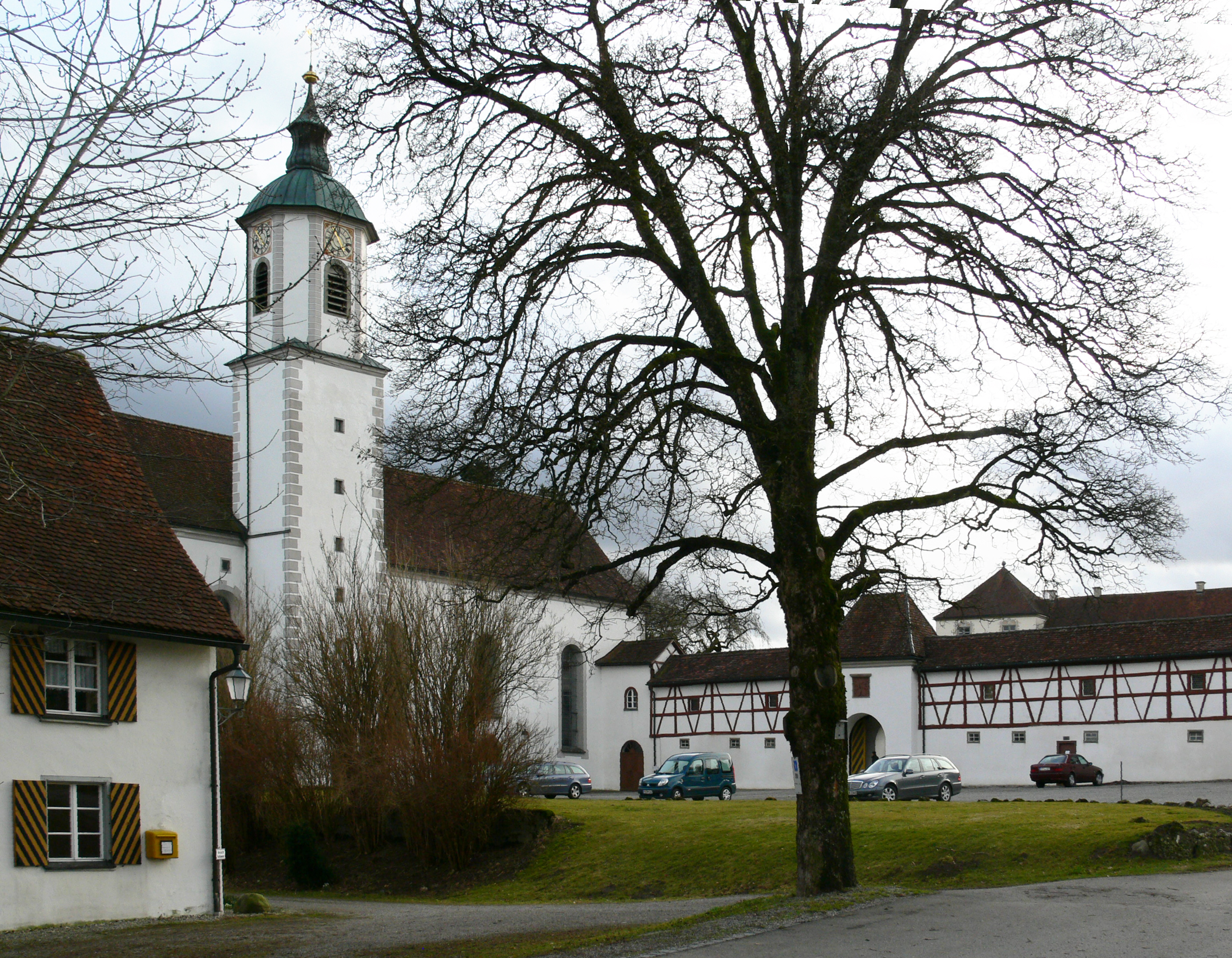
Kościół przy zamku Zeil

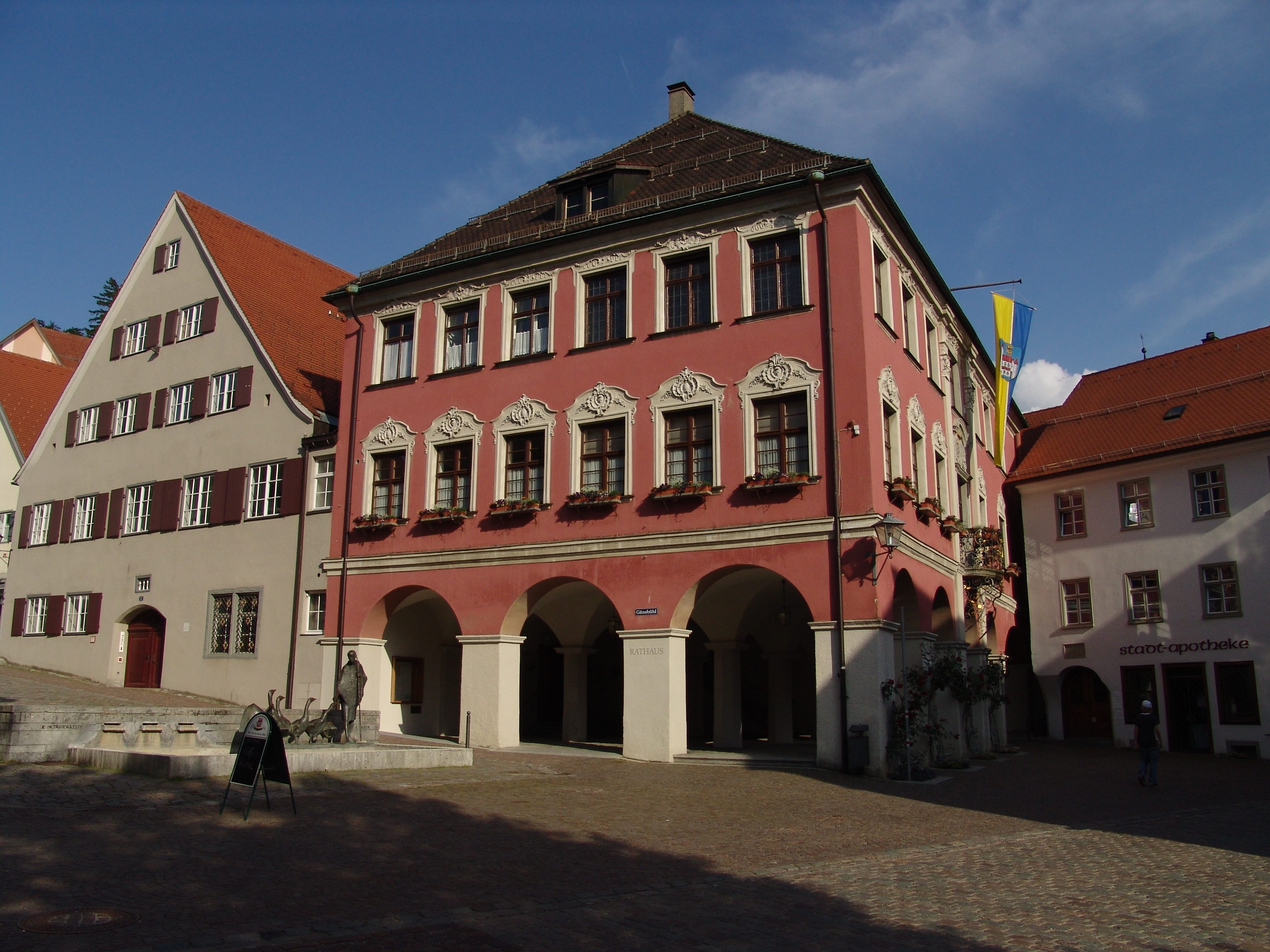
Ratusz

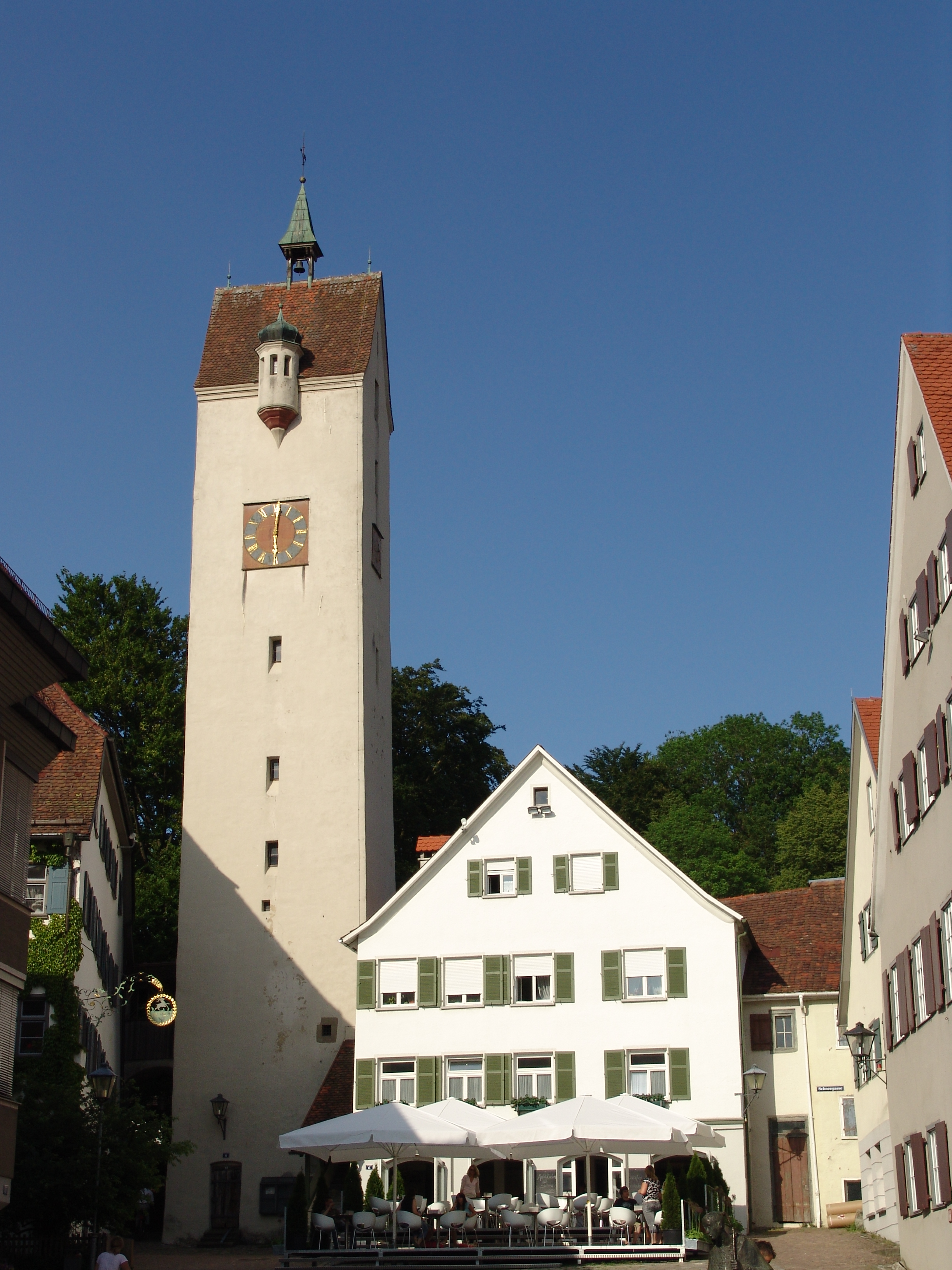
Wieża Bockturm

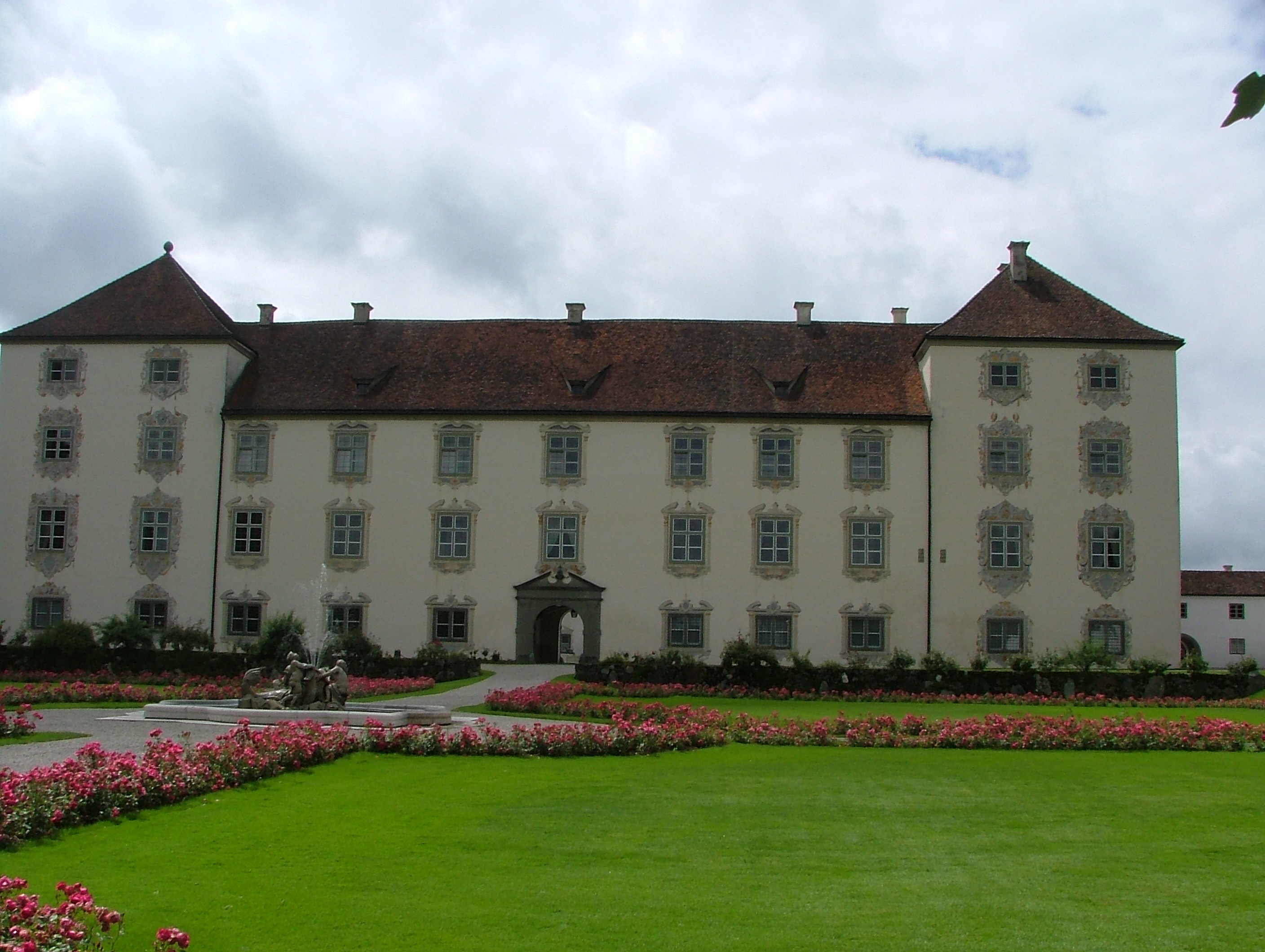
Zamek Zeil (fasada północna)

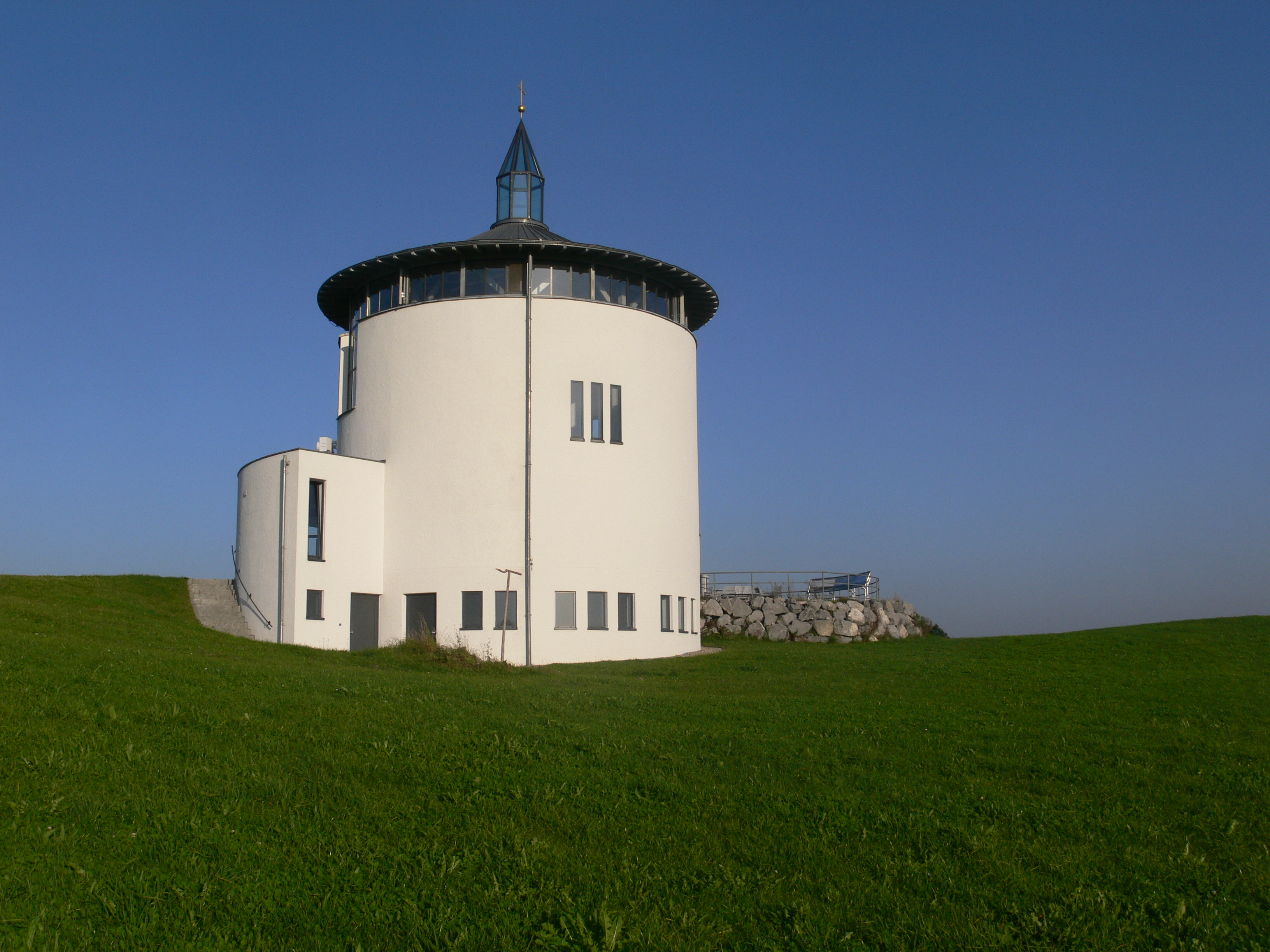
Kaplica

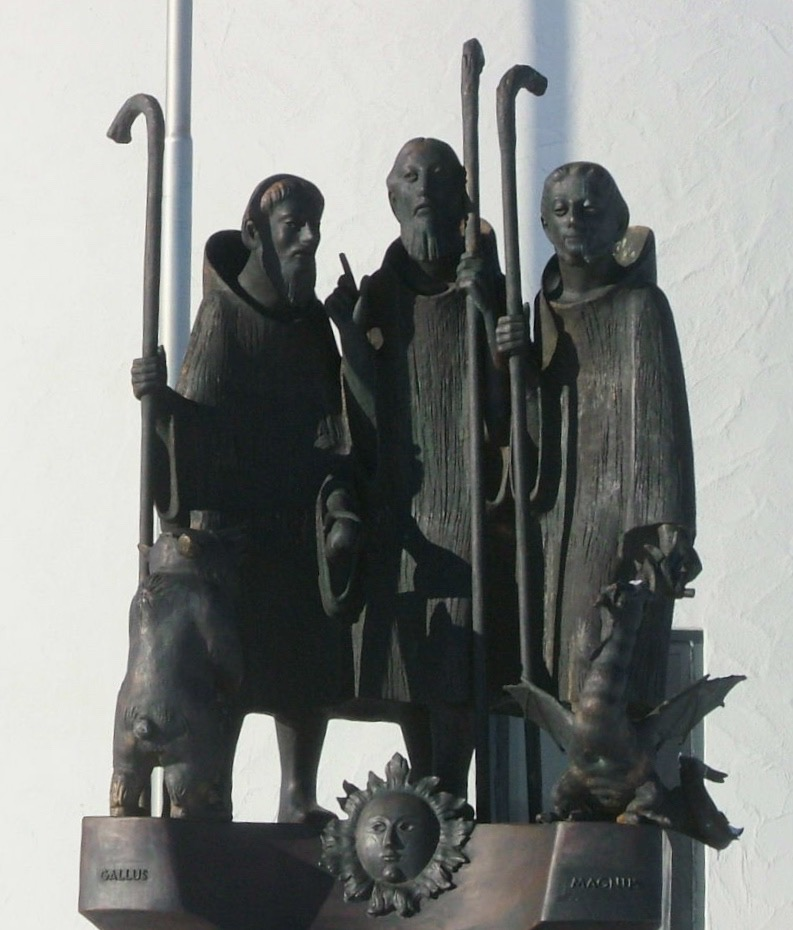
Pomnik trzech apostołów Allgäu

W Leutkirch siedzibę ma dekanat. Należą do niego wszystkie katolickie parafie w dzielnicach miasta.
W dzielnicach Leutkirch działają następujące kościoły:
- Kościół pw. św. Jana Baptysty (St. Johann Baptist) Diepoldshofen (kościół z 1846 ze starszą wieżą)
- Kościół pw. św. Jana Baptysty (St. Johann Baptist) Engerazhofen kościół wybudowany w latach 1789/90, kościół istniał tutaj wcześniej)
- Kościół pw. św. Piotra i Pawła (St. Petrus und Paulus) Friesenhofen (późnogotycki kościół, kilkakrotnie odnawiany, przebudowa w XVII w.)
- Kościół pw. Wniebowzięcia Najświętszej Maryi Panny (Mariä Himmelfahrt) Gebrazhofen (późnogotycka wieża, bryła kościoła z 1689/90)
- Kościół filialny pw. św. Mikołaja (St. Nikolaus) Heggelbach (późnogotycki kościół odbudowany w 1631, poświęcony w 1706)
- Kościół pw. św. Szczepana (St. Stephanus) Herlazhofen (kościół wybudowany w 1426, rozbudowa z 1717, wzmianki o kościele i parafii pojawiają się już w 1275)
- Kościół pw. św. Getrurdy (St. Gertrud) Hinznang (późnogotycka budowla, przebudowany w XVIII i XIX w., neoromański chór z 1884)
- Kościół pw. św. Gawła i Magnusa (St. Gallus und Magnus) Hofs (kościół i parafia znana już w 1275, późnogotycki kościół został wybudowany w 1755 a przebudowany w 1860)
- Kościół pw. św. Gordiana i Epimacha (St. Gordian und Spimachus) (kościół z 1841, ze starszą wieżą)
- Kościół pw. św. Bartłomieja (St. Bartholomäus) Ottmannshofen (starszy kościół robzbudowany w 1897)
- Kościół pw. św. Wawrzyńca (St. Laurentius) Reichenhofen (kościół z 1500, wieża z 1534, przebudowy w 1756 i 1888, kościół znany już przed 1275
- Kościół pw. św. Marii (St. Maria Schloss Zeil) (wybudowany w 1612 jako kolegiata, klasycystyczne zmiany wprowadzone w 1760)
- Kościół filialny pw. św. Magnusa (St. Magnus) Unterzeil (XVI-wieczny, wieża z 1684/1690 z dachem hełmowm)
- Kościół pw. św. Marcina (St. Martinus) Urlau (budowla romańska z barokowymi przekształceniami (1667) i nowym sklepieniem chóru z 1742)
- Kościół pw. św. Małgorzaty (St. Margareta) Willerazhofen (późnogotycki kościół przebudowany w 1698 i rozbudowany w XIX w.)
- Kościół pw. św. Jana Baptysty (St. Johannes Baptista) Wuchzenhofen (budynek późnoklasycystyczny z 1842, freski pochodzące z 1887/1888, część wieży pochodzi z poprzedniego kościoła (1353))

Ponadto na terenie miasta znajduje się wiele kaplic i innych mniejszych kościołów filialnych np.: kaplica pw. św. Leonarda (St. Leonhard) Rimpach (wybudowana w 1765 z użyciem gotyckim elementów poprzedniej kaplicy), kaplica La Salette Engerazhofen (wybudowana w 1864, nawa pochodzi z 1889), kaplica pw. św. Jana i Pawła (St. Johann und Paul) Herlazhofen (wybudowana w 1603, restaurowana w XIX w.), kaplica Ellerazhofen (pochodząca z 1845), kaplica pw. św. Wita (St. Veit) Grünenbach (późnogotycka, przebudowana w stylu barokowym), kaplica Lanzenhofen (prawdopodobnie z XVIII w.), kaplica pw. św. Sylwestra i Wendelina (St. Silvester und Wendelin) (przebudowana w 1594), kaplica św. Otylii (Hl. Ottilie) Raggen (neoromańska, wcześniejsza kaplica pw. św Agaty (St. Agatha) została zburzona w 1902), kaplica Auenhofen, kościół filialny pw. św. Szczepana (St. Stephan) Striemen (styl gotycki, odnawiana w 1890), kaplica pw. św. Wolfganga (St. Wolfgang) (wybudowana w 1427-1467 w miejscowości o tej samej nazwie), kaplica Sebastianssaul (budowa 1675), kaplica pw. św. Fridolina (St. Fridolin) (wybudowana w 1934 na podstawie XVIII-wiecznego budynku), kaplica Balterazhofen, kaplica Lauben (XVIII w.) i kaplica Wielazhofen (wybudowana w 1883, odbudowa w 1954).

## Zabytki

### Stare Miasto
Starówka Leutkirchen pochodzi w głównej mierze z wczesnej ery nowożytnej.
- ratusz dawnego wolnego miasta rzeszy z 1740/1741, przykryty jest dachem czterospadowym. Historyczna sala posiedzeń ze stiukowym sufitem autorstwa Johanna Schütza
- dom Gotische Haus przy ulicy Marktstraße został wybudowany w latach 1377-1379 i zaliczany jest do pięciu najważniejszych zabytków południowej Wirtembergii
- z fortyfikacji miasta pozostały trzy wieże: Bockturm, Blasretturm i Pulverturm (prochownia z 1693)
- dawny klasztor został ufundowany w 1281, po zamknięciu w latach 1804-1853 służył jako budynek szkolny. Po wybudowaniu nowej szkoły wykorzystywany jest jako budynek mieszkalny
- kościół pw. św. Trójcy (Dreifaltigkeit) wybudowany w latach 1613-1615, pierwsza ewangelicka świątynia w Górnej Szwabii
- wybudowany w 1408 szpital, używany dziś jako miejski urząd budownictwa (Stadtbauamt)
- pochodzący z lat 30. XX wieku Thingplatz (amfiteatr) stworzony przez nazistów w okolicy Wilhelmshöhe.

### Zamek Zeil
Zamek Zeil znajduje się w okolicy Unterzeil, na północ od centrum miasta i jest imponującą renesansową budowlą. Można go obejrzeć tylko z zewnątrz. W kompleksie zamku znajduje się również kościół parafialny pw. św. Marii (St. Maria).

### Atelier
W miejscowości Rotis wybudowano młyn Atelierhäuser, zaprojektował go grafik Otl Aicher w latach 80. XX wieku. Dziś odbywają się tutaj seminaria zawodowe. Aicher od tego miejsca nazwał swój krój czcionki rotis.

### Kaplica przy autostradzie
Obok wymienionych wyżej budynków sakralnych w Leutkirch istnieje kaplica ekumeniczna: w lipcu 2002 na górze
Winterberg, przy miejscowości Tautenhofen wzniesiono kaplicę autostradową pw. św. Gawła (St. Gallus), jest ona jedną z 23 tego typu kaplic w Niemczech. Z parkingu przy autostradzie A96 do kaplicy prowadzi ścieżka.
Budynek jest rotundą, przed nią stoi pomnik przedstawiający trzech irlandzkich mnichów, apostołów Allgäu: św. Gaweł (St. Gallus) z niedźwiedziem, św. Kolumban Młodszy (St. Kolumban) ze słońcem oraz św. Magnus (St. Magnus) ze smokiem. Ze wzgórza roztacza się szeroki widok na miasto Leutkirch, zamek Zeil i pofałdowany region Allgäu.

## Polityka

### Burmistrzowie
Na szczycie wolnego miasta rzeszy Leutkirch stał królewski wójt ziemski (Landvogt) mianowany dzierżawcą dóbr państwowych (Amtmann). Pierwsze wzmianki o radzie miasta pochodzą z 1311, jej członkowie byli zarazem sędziami. Przewodniczącym miejskiego sądownictwa był Amtmann. W XV wieku wprowadzono konstytucję cechów (Zunftverfassung). Dzięki temu obywatele brali udział w głosowaniu na burmistrza, który był przewodniczącym rady miasta. Amtmannowi pozostała już tylko władza sądownicza. Obok rady powstał tzw. komitet dzwudziestki (Ausschuss der Zwanzig) który reprezentował poszczególne cechy. Później Amtmann znów stał się członkiem rady miasta, w której zasiadało dwóch burmistrzów i 12 radnych.
W 1802 miasto znalazło się pod panowaniem Bawarii, a w 1810 Wirtembergii. Potem powołano sołtysa miasta i radę miasta. Od 1935 miastem zarządzał burmistrz. Po nadaniu Leutkirch tytułu Große Kreisstadt osoba piastująca najwyższe stanowisko w mieście nosi tytuł prezydenta miasta. Dziś prezydent wybierany jest na ośmioletnią kadencję. Jest on przewodniczącym rady miasta i kierownikiem władz. Prezydent posiada swojego pełnoetatowego zastępcę, nazywany jest on burmistrzem. Dwaj honorowi zastępcy są radnymi.
Burmistrzowie i prezydenci miasta od 1802:
- 1802–1803: Gottlieb Friedrich Mendler i Johann Jakob Uhland
- 1804–1806: Stadtkommissar Jäger
- 1807–1817: Johannes Zorn i Abraham Stör (abwechselnd)
- 1818–1833: Gabriel Schneider
- 1833–1845: Johann Früh
- 1845–1875: Wilhelm Blaich
- 1875–1893: Jakob Blaich
- 1893–1928: August Fischer
- 1929–1934: Max Held
- 1934–1939: Dr. Fritz Ehrle
- 1940–1943: ?
- 1943–1945: Walter Reichert
- 1945–1946: Josef Rusch
- 1946–1954: Eugen Herrmann
- 1954–1986: Josef Feger
- 1986–2002: Otto Baumann
- 2002–2008: Elmar Stegmann (kadencja zakończyła się 30 kwietnia, gdy Stegmann stał się radnym powiatu Lindau (Bodensee))
- 2008-obecnie: Hans-Jörg Henle od 1 września 2008

### Rada miasta
|                 | CDU | SPD | Leutkircher Liste | Niezrzeszeni | FW | Razem     |
| 13 czerwca 2004 | 13  | 2   | 6                 | 3            | 6  | 30 miejsc |

## Współpraca
Miejscowości partnerskie:
- Bédarieux, Francja, od 1982
- Castiglione delle Stiviere, Włochy, od 1995
- Hérépian, Francja, od 1982
- Lamalou-les-Bains, Francja, od 1982

## Herb
Herb miasta Leutkirch im Allgäu przedstawia na niebieskim tle srebrny kościół przykryty czerwonym dachem. Po prawej stronie znajduje się duża wieża zakończona dachem dwuspadowym i złotym krzyżem, po lewej stoją dwie mniejsze wieżyczki zwieńczone dachami stożkowatymi. Nad kościołem ulokowano oddzielny złoty herb z dwugłowym czarnym orłem. Herb jest już widoczny na stemplowanych dokumentach z 1382, przedstawia on kościół pw. św. Marcina (Leutekirche). Orzeł wskazuje na wcześniejszy status miasta rzeszy. W XIX w. orzeł został częściowo zastąpiony przez wirtemberskie czarne poroża jelenia.
Horyzontalna flaga miasta jest koloru niebieskiego i żółtego. Flaga została zaczerpnięta z kolorów herbu, chorągiew w tych kolorach miało wojsko obywatelskie w 1832.

## Infrastruktura

### Komunikacja
Leutkirch im Allgäu leży przy autostradzie A96 (Lindau (Bodensee)-Monachium). Sieć drogową uzupełniają drogi krajowe B18 o B465.
Miasto leży przy linii kolejowej Augsburg–Lindau (Bodensee). Codziennie pociągi kursują średnio w dwugodzinnych odstępach (rano i wieczorem co godzinę). 1 września 1872 otwarto odcinek kolejowy Kißlegg-Leutkirch, dzięki temu gotowa była linia do Aulendorfu (Württembergische Allgäubahn). 15 sierpnia 1874 został otwarty odcinek Leutkirch-Isny im Allgäu, a w 1889 odcinek Leutkirch-Memmingen. Linia Augsburg–Lindau składa się z odcinków do Kißlegg i Memmingen, połączenie do Isny zamknięto a tory zostały usunięte.
Autobusy regionalne Leutkirch związane są z oddziałami w Isny im Allgäu i Bad Wurzach i wspólnie należą do Związku Komunikacyjnego Jezioro Bodeńskie-Górna Szwabia (Bodensee-Oberschwaben Verkehrsverbund). Na terenie miasta działa przedsiębiorstwo komunikacji miejskiej Stadtbus Leutkirch.
Od 1955 w Unterzeil działa cieszące się dużą popularnością lotnisko Leutkirch-Unterzeil (kod ICAO: EDNL). Najbliższy międzynarodowy port lotniczy to port lotniczy Memmingen.

### Przedsiębiorstwa
- Pfleiderer AG, produkcja płyt wiórowych, wcześniej Thermopal
- SycoTec, siedziba i zakład produkcji
- Myonic (łożyska)
- EKL AG (elektroniczne systemy chłodzące)
- APP Rupert GmbH (budownictwo z metalu i szkła)
- Milei (produkcja nabiału i serwatki)
- BOS GmbH & Co. KG (kooperacja samochodowa)
- elobau
- ABL-Technic Wagenseil GmbH (usuwanie powłok lakierniczych)
- Brauerei Clemens Härle, browar
- inallermunde kreativhaus (agencja reklamowa)
- UDORA (produkcja artykułów sportowych)
- Novoplast Verpackungs GmbH & Co. KG (opakowanie z towrzyw sztucznych)
- Gruschwitz Textilwerke (tekstylia)

### Media
W Leutkirch im Allgäu od 1945 swoją siedzibę ma wydawnictwo Schwäbischer Verlag, publikuje ono Schwäbische Zeitung. Gazeta ta jest jednym z największych dzienników w Badenii-Wirtembergii a swoim zasięgiem obejmuje również częściowo Bawarię, jej nakład dzienny wynosi ponad 180 tysięcy egzemplarzy. W 2011 planowana była przeprowadzka głównej redakcji do Ravensburga.

### Sądownictwo
Leutkirch jest siedzibą sądu rejonowego (Amtsgericht) Leutkirch, który znajduje się w okręgu sądowniczym (Landgericht) Ravensburg i wyższym okręgu sądowniczym (Oberlandesgericht) Stuttgart.

### Oświata
W mieście znajduje się gimnazjum (Hans-Multscher-Gymnasium), szkoła realna (Otl-Aicher-Realschule), szkoła specjalna (Don-Bosco-Schule), trzy szkoły podstawowe wraz z technicznymi szkołami głównymi Technische Hauptschule) w Leutkirch, Gebrazhofen i Wuchzenhofen), jedna szkoła główna ((Diepoldshofen) i sześć samodzielnych szkół podstawowych (Engerazhofen, Friesenhofen, Oberer Graben, Herlazhofen-Willerazhofen, Nachbarschafts-Grundschule Reichenhofen i szkoła podstawowa St.-Leonhard-Grundschule Ausnang).
Działają również dwie szkoły zawodowe, (Gewerbliche Schule) Leutkirch z Technisches Gymnasium - szkoła przemysłowa Leutkirch z technicznym liceum oraz Sophie-Scholl-Schule - szkoła gospodarcza.

## Osoby

### Obywatele honorowi
- 1859: Gustav Griesinger (ur. 1804 – zm. 1888), poeta, proboszcz ewangelickiej parafii Leutkirch
- 1871: Johann Joseph Lauth (ur. 1812 – zm. 1874), amtmann Oberamtu Leutkirch
- 1949: Carl Joseph Leiprecht (ur. 1903 – zm. 1981), biskup diecezji Rottenburg
- 1959: Ernst Vogler (ur. 1879 – zm. 1966), założyciel "Vereinigung der Leutkircher in Stuttgart und Umgebung"
- 1962: Karl Kästle (ur. 1893 – zm. 1970), katolicki proboszcz parafii
- 1969: Emil Vogler (ur. 1899 – zm. 1996), nauczyciel, założyciel Muzeum Krajobrazowego Leutkirch
- 1978: Josef Siedler (ur. 1913 – zm. 2005), polityk CDU
- 1983: Georg Moser (ur. 1923 – zm. 1987), biskup diecezji Rottenburg-Stuttgart
- 1986: Josef Feger (ur. 1920), były prezydent miasta
- 1990: Erwin Henning (ur. 1901 – zm. 1993), malarz
- 2008: Georg Fürst von Waldburg zu Zeil und Trauchburg, przedsiębiorca, członek rodu Waldburg

### urodzeni w Leutkirch im Allgäu
- Hans Multscher (ur. 1400 in Reichenhofen; zm. 1467), architekt, budowniczy
- Johann Fabri, również Johann Hegerlin (ur. 1478 - zm. 1541), humanista, arcybiskup Wiednia
- Anna Barbara Walch-Künkelin (ur. 1651 - zm. 1741), przywódczyni powstania kobiet w Schorndorf
- Richard Preiser (ur. 1871 - zm. 1945), poeta i filolog
- Dr. Owlglass, właściwie Hans Erich Blaich (ur. 1873 – zm. 1945), pisarz, polityk
- Josef Weiger (ur. 1883 - zm. 1966), teolog
- Maria Müller-Gögler (1900 - zm. 1987), pisarka
- Thomas Ruf (ur. 1911 - zm. 1996), polityk (CDU)
- Georg Moser (ur. 1923 - zm. 1987), biskup diecezji Rottenburg-Stuttgart
- Alois Graf von Waldburg-Zeil (ur. 1933), polityk(CDU)
- Marie-Luise Kling-de Lazzer (ur. 1947), teolog ewangelicki
- Johannes von Thadden (ur. 1956), polityk, dyrektor CDU